# Pasolini (film)
Pour les articles homonymes, voir Pasolini (homonymie).
Pour plus de détails, voir Fiche technique et Distribution.
Pasolini est un drame biographique franco-italien, écrit et réalisé par Abel Ferrara et sorti en 2014.
Le film traite des derniers jours de la vie du cinéaste italien Pier Paolo Pasolini, interprété par Willem Dafoe. Il s'agit du 23e film d'Abel Ferrara, et de son second film biographique, après Welcome to New York.

## Synopsis
Rome, 1er novembre 1975.
Pier Paolo Pasolini est sur le point d’achever le montage de Salò ou les 120 Journées de Sodome. Il poursuit sa critique impitoyable de la classe dirigeante démocrate-chrétienne. Plusieurs journalistes, écrivains et érudits aux déclarations scandaleuses, au verbe fort et revendicatif — comme lui — sont censurés, persécutés, battus, ou assassinés. Mais Pasolini veut dénoncer l’injustice, ce « pouvoir de marionnettes », quoi qu’il lui en coûte. Il va passer ses dernières heures dans le cocon familial, avec sa mère adorée, puis avec ses amis proches qui le mettent en garde.
Il retrouve son jeune acteur fétiche, Ninetto Davoli, à qui il parle d'un projet de scénario, qui nous emporte dans un univers onirique et hors de la narration : Epifanio, homme fantasque d'âge mûr, descend en ville pour acheter du café à sa femme. Il s’aperçoit que la comète du Messie est dans le ciel : il prend ses affaires, et suivi de son fils il part suivre la comète dans une sorte de quête d'absolu. Le scénario, intitulé Porn-Teo-Kolossal, raconte les pérégrinations de ce père et de ce fils. Pasolini veut proposer le rôle d'Epifanio à Eduardo De Filippo, et celui du fils à Ninetto Davoli.
Au volant de son Alfa Romeo, Pasolini part à la quête d’une aventure dans la cité éternelle... Il récupère un très jeune amant, et l'emmène sur la plage. Au lever du jour, l’écrivain est retrouvé mort, atrocement mutilé, sur une plage d’Ostia, aux abords de la ville.

## Fiche technique
- Titre original : Pasolini
- Réalisation : Abel Ferrara
- Scénario : Abel Ferrara & Maurizio Braucci - d'après une histoire d'Abel Ferrara et Nicola Tranquillino
- Directeur de la Photographie : Stefano Falivene
- Montage : Fabio Nunziata
- Son : Julien Momenceau, Thomas Gauder, Silvia Moraes
- Musiques additionnelles: Matthäus-Passion BWV 244 de Johann Sebastian Bach ; Il barbiere di Siviglia - Una voce poco fa de Gioachino Rossini (interprété par Maria Callas)
- Décors : Igor Gabriel
- Costumes : Rossano Marchi
- Producteurs : Thierry Lounas, David Hurst, Fabio Massimo Cacciatori, Olivier Père, Joseph Rouschop, Conchita Airoldi
- Producteurs exécutifs: Camille Chandellier, Costanza Coldagelli, Augusto Caminito (producteur associé)
- Sociétés de production : Capricci Films, Dublin Films, Tarantula, Urania Pictures SRL, en collaboration avec Arte Cinéma
- Distribution : Europictures (Italie), Capricci Films (France)
- Pays d’origine :  France,  Italie,  Belgique
- Langue : anglais, italien et français
- Genre : drame, biopic
- Durée : 1h24 (84 minutes)
- Format image et son : couleur, 1.85 : 1, DCP ; DTS / Dolby Digital 5.1
- Dates de sortie :
  - Italie : 4 septembre 2014 (Mostra de Venise 2014) ; 25 septembre 2014 (sortie nationale)
  - France : 12 septembre 2014 (Festival du cinéma américain de Deauville 2014) ; 31 décembre 2014 (sortie nationale)
  - Royaume-Uni : 10 octobre 2014 (London Film Festival 2014) ; 11 septembre 2015 (sortie nationale)

Le film a été interdit aux moins de 12 ans lors de sa sortie en salles en France.

## Distribution
- Willem Dafoe (VF : Patrick Floersheim) : Pier Paolo Pasolini
- Adriana Asti : Susanna Pasolini
- Ninetto Davoli : Eduardo De Filippo / Epifanio
- Riccardo Scamarcio : Ninetto Davoli / Le fils d'Epifanio
- Maria de Medeiros : Laura Betti
- Valerio Mastandrea : Nico Naldini
- Giada Colagrande : Graziella Chiarcossi
- Roberto Zibetti : Carlo
- Francesco Siciliano : Furio Colombo
- Andrea Bosca : Andrea Fago
- Damiano Tamilia : Pino Pelosi
- Salvatore Ruocco : Un politicien
- Luca Lionello : Le narrateur de l'histoire avec Andrea Fago

## Production
Le film a été tourné à Rome en cinq semaines, à compter du 28 janvier 2014. Il a été en partie post-produit en France, à Bordeaux, où sont situées deux des sociétés productrices du film de Ferrara.

## Autour du film

### Ferrara sur Pasolini
Abel Ferrara, grand admirateur de Pier Paolo Pasolini n'a eu de cesse pendant la promotion de son film, de clamer son amour inconditionnel pour le travail du cinéaste italien : 

« À l'époque, tu pouvais pas cliquer sur internet, il fallait se bouger le cul pour trouver les putains de films, et on finissait par dénicher le fucking Salò dans une salle de downtown Manhattan. Pasolini est mort pendant le montage de Salò. Après sa mort, on a tout appris sur lui : c’était un putain de gay, un putain de révolutionnaire, un putain de fouteur de merde, et on a fini par le buter. Quelles que soient nos raisons, c’était fucking romantique pour nous à l’époque, cette vie et cette œuvre. C’était tout le truc “vis vite, meurs jeune, crève dans la rue”. »

« J’aurais pu choisir n’importe quel jour de sa vie, ils étaient tous intéressants. La vie était une aventure permanente pour Pasolini, il ne s’arrêtait jamais, il évoluait sans arrêt. Mais bon, le jour de sa mort nous a semblé évident. La mort met la vie d’un individu en perspective, encore plus avec Pasolini. À la fin de sa vie, il avait bougé et considérait sa Trilogie de la vie comme de la merde, il était déjà ailleurs. Mec, Pasolini était toujours en mouvement, il écrivait Pétrole… Ce type avançait, mec, il n’avait aucun orteil dans le passé. »

### Particularités
- La narration est entrecoupée de séquences pendant lesquelles Ferrara adapte le scénario de Porno-Théo-Kolossal, laissé inachevé par Pasolini et que ce dernier raconte à Ninetto Davoli. On retrouve aussi ce système au début du film lorsque est racontée l'histoire du crash d'avion avec Andrea Fago.
- Hormis quelques expressions et l'échange qu'il a avec son jeune amant, les séquences parlées où apparaît le personnage de Pier Paolo Pasolini ont été tournées en langue anglaise.
- Ninetto Davoli, acteur fétiche de Pasolini que l'on retrouve dans la quasi-totalité de ses films de fiction à partir de L'Ėvangile selon saint Matthieu (hormis Médée et Salò) apparaît dans le film en tant qu'Epifanio, dans la séquence où Pasolini raconte un projet de scénario à ce même Ninetto Davoli, joué ici par Riccardo Scamarcio.
- Aussi, l'actrice Adriana Asti, qui interprète ici Susanna, la mère de Pier Paolo Pasolini, a elle-même travaillé avec ce dernier en 1961 dans son tout premier film, Accattone (elle y interprétait Amore) et dans le segment de Caprice à l'italienne réalisé par Pasolini: Che cosa sono le nuvole? en 1967.
- Au début du film, lorsque Pasolini est en salle de montage pour Salò ou les 120 journées de Sodome, l'extrait diffusé est en français. Cela s'explique par le fait que Pasolini, adaptant l’œuvre du marquis de Sade - mais y convoquant également Proust, Pierre Klossowski, Philippe Sollers ou Blanchot - tenait à ce que la version originale de son film soit en langue française, bien que tourné en italien avec une quasi-totalité d'acteurs et d'actrices italiens (hormis Hélène Surgère et Sonia Saviange).

## Réception critique
Le Pasolini de Ferrara a globalement été bien accueilli par la critique internationale.
La presse française, elle, est moins mitigée. Les Cahiers du Cinéma lui confèrent cinq étoiles (sur cinq, ce qui est rare), tandis que Le Monde n'hésite pas à titrer: "Pasolini: un jeu de miroirs entre Ferrara et son sujet"; dans Les Inrocks, Jean-Baptiste Morain ne tarit pas d'éloges: "Willem Dafoe, dans le rôle de Pasolini, se montre admirable de sobriété, de retenue, d’intelligence du personnage et de l’artiste. Mais le plus beau, et aussi le plus émouvant du film, se situe ailleurs : dans la tentative de nous montrer ce qu’il y a, au moment de mourir, dans le cerveau de Pasolini. Et qui restera inachevé. [...] Il faut sans doute un certain courage artistique, aussi, pour adapter quelques scènes du dernier scénario écrit par Pasolini et faire jouer l’un des rôles principaux par le vrai Ninetto Davoli."
De son côté, Julien Gester de Libération: "Par-delà la révérence, la valeur de ce superbe portrait antispectaculaire réside dans sa façon de restituer sans ânonnement béat un Pasolini en liberté, un peu las de ce monde mais agité d’autant d’appétits que de fulgurances, rendus ici à leur souveraine et sauvage actualité." Tandis que L'Humanité, par la plume de Vincent Ostria, le qualifie de "brillant".
D'un autre côté, Jacques Morice de Télérama est un peu plus mitigé: "Deux projets [les scènes oniriques et le biopic en tant que tel] que Ferrara illustre à travers des séquences fantasmatiques plutôt confuses. Le cinéaste captive davantage lorsqu'il montre simplement, à travers deux interviews, un Pasolini radical, en guerre contre le libéralisme en train de gangrener le prolétariat comme l'intelligentsia."

## Distinctions

### Sélections
- Festival international du film de Saint-Sébastien 2014 : sélection « Pearls »
- Festival international du film de Toronto 2014 : sélection « Special Presentations »
- Festival international du film de Venise 2014 : sélection officielle